# تعليقات سيئة (فلم)
تعليقات سيئة (بالإنجليزية: Bad Comments)، هُو فيلم نيجيري صدر سنة 2021 وأخرجه جيم إيكي.

## وصلات خارجية
- مقالات تستعمل روابط فنية بلا صلة مع ويكي بيانات